# Mariene ecoregio Kanalen en Fjorden van Zuidelijk Chili
De Mariene ecoregio Kanalen en Fjorden van Zuidelijk Chili (187) (Engels: Channels and Fjords of Southern Chile marine ecoregion) is een biogeografische regio en ligt in de overgang van de Grote Oceaan naar de Atlantische Oceaan in de Mariene provincie Magelhaen (48) in het Marien rijk Gematigd Zuid-Amerika. De mariene ecoregio is vastgesteld door het World Wide Fund for Nature en The Nature Conservancy en is vernoemd naar de fjorden en kanalen in het zuiden van Chili.
In het noordoosten grenst het gebied aan de mariene ecoregio Falklandeilanden (186) en de mariene ecoregio Patagonische Plat (185) en in het noordwesten aan de mariene ecoregio Chiloense (188).

## Geografie
De mariene ecoregio ligt in de overgang van de Grote Oceaan naar de Atlantische Oceaan voor de zuidwest- en zuidkust van Chili en de zuidkust van Argentinië. Het gebied strekt zich uit van het zuidwestelijke uiteinde van het schiereiland Taitao in de gemeente Aysén tot aan Cabo San Diego van Isla Grande de Tierra del Fuego in Vuurland. Het omvat Golf van Penas, de vele fjorden en kanalen van Chili, de Straat Magellaan en de eilandengroep van Stateneiland.
Door het gebied stromen de Kaap Hoornstroom, de westenwinddrift en de Humboldtstroom.

## Biogeografie
Het gebied kent zeeleven dat houdt van gematigde temperaturen.